# Ekatit
Ekatit ist ein sehr selten vorkommendes Mineral aus der Mineralklasse der „Oxide und Hydroxide“. Es kristallisiert im hexagonalen Kristallsystem mit der chemischen Formel (Fe3+,Fe2+,Zn)12(OH)6[AsO3]6[AsO3,HOSiO3]2, ist also chemisch gesehen ein Eisen-Zink-Arsenit-Silikat mit zusätzlichen Hydroxidionen.
Ekatit bildet büschel- und garbenförmige Aggregate aus gestreiften, zarten, nadeligen Kristallen. Das Mineral wurde in einer Matrix aus angeätztem Quarz und Chalkosin in der Tsumeb Mine, Namibia, gefunden.

## Etymologie und Geschichte
Auf das vermutlich neue Mineral aufmerksam gemacht und Untersuchungsmaterial zur Verfügung gestellt haben der Mineraliensammler Michael Grieser, Mannheim, und Herbert Nägele, Windhoek. Entsprechende Untersuchungen führten zur Feststellung des Vorliegens eines neuen Minerals, welches 1998 von der International Mineralogical Association (IMA) unter der Nummer „IMA 1998-024“ anerkannt und 2001 von Paul Keller von der Universität Stuttgart im Wissenschaftsmagazin „European Journal of Mineralogy“ als Ekatit beschrieben wurde. Benannt wurde das Mineral nach dem Bergbauingenieur und früheren Eigentümer des Lithiumpegmatits der „Rubicon Mine“ in Namibia Dieter Ekat (1935–1996).
Typmaterial des Minerals befindet sich im Archiv der Universität Stuttgart in der „Mineralogischen Sammlung von Professor Keller“ (Register-Nr. TM-98.24-Gro19 am Standort 0/824-s27/2, Holotyp).

## Klassifikation
In der veralteten 8. Auflage der Mineralsystematik nach Strunz war der Ekatit noch nicht aufgeführt.
In der zuletzt 2018 überarbeiteten Lapis-Systematik nach Stefan Weiß, die formal auf der alten Systematik von Karl Hugo Strunz in der 8. Auflage basiert, erhielt das Mineral die System- und Mineralnummer IV/J.04-050. Dies entspricht der Klasse der „Oxide und Hydroxide“ und dort der Abteilung „Arsenite (mit As3+)“, wo Ekatit zusammen mit Armangit, Cafarsit, Magnussonit, Segerstromit, Tooeleit und Zimbabweit eine unbenannte Gruppe mit der Systemnummer IV/J.04 bildet.
Die von der International Mineralogical Association (IMA) zuletzt 2009 aktualisierte 9. Auflage der Strunz’schen Mineralsystematik ordnet den Ekatit in die Klasse der „Oxide (Hydroxide, V[5,6]-Vanadate, Arsenite, Antimonite, Bismutite, Sulfite, Selenite, Tellurite, Iodate)“ und dort in die Abteilung „Arsenite, Antimonite, Bismutite, Sulfite, Selenite, Tellurite; Iodate“ ein. Hier ist das Mineral in der Unterabteilung „Arsenite, Antimonite, Bismutite; mit zusätzlichen Anionen, ohne H2O“ zu finden, wo es als einziges Mitglied eine unbenannte Gruppe mit der Systemnummer 4.JB.75 bildet.
In der vorwiegend im englischen Sprachraum gebräuchlichen Systematik der Minerale nach Dana hat Ekatit die System- und Mineralnummer 43.04.10.02. Das entspricht der Klasse der „Phosphate, Arsenate und Vanadate“ und dort der Abteilung „Phosphate“. Hier findet er sich innerhalb der Unterabteilung „Zusammengesetzte Phosphate etc., (Wasserfreie zusammengesetzte Anionen mit Hydroxyl oder Halogen)“ in der „Kraisslitgruppe“, in der auch Kraisslit eingeordnet ist.

## Chemismus
Wellenlängendispersive Elementanalysen und Mikrosondenanalysen an Ekatit ergaben Mittelwerte von 27,26 % Fe2O3; 21,19 % FeO; 3,80 % ZnO; 42,56 % As2O3; 2,12 % SiO2 und 3,42 % H2O. Auf der Basis von 20 Kationen errechnete sich daraus die empirische Formel (Fe3+6,02Fe2+5,20Zn0,82)Σ=12,04(OH)6,07(AsO3)6,06[(AsO3)1,52(HOSiO3)0,62]Σ=2,14, die zu (Fe3+,Fe2+,Zn)12(OH)6[AsO3]6[AsO3,HOSiO3]2 idealisiert wurde. Diese Zusammensetzung verlangt Gehalte von 27,45 % Fe2O3; 21,41 % FeO; 3,73 % ZnO; 41,94 % As2O3; 2,07 % SiO2 und 3,40 % H2O.

## Kristallstruktur
Ekatit kristallisiert hexagonal in der Raumgruppe P63mc (Raumgruppen-Nr. 186) mit den Gitterparametern a = 12,773 Å und c = 5,051 Å sowie einer Formeleinheit pro Elementarzelle.
Die Kristallstruktur des Ekatits enthält Dimere aus (Fe3+,Fe2+,Zn)O4(OH)2-Oktaedern mit gemeinsamen Flächen, die miteinander durch gemeinsame Kanten so verbunden sind, dass endlose Doppelketten entstehen. Über gemeinsame Ecken sind sie ferner so verknüpft, dass ein dreidimensionales Gerüst entsteht, welches zwei Typen von Kanälen parallel der c-Achse [001] enthält. Der größere dieser Kanäle ist hexagonal und enthält sechs AsO3-Gruppen, die so angeordnet sind, dass die freien Elektronenpaare (englisch: lone-pairs) des As3+ in Richtung seines Zentrums zeigen. Trigonale AsO3-Pyramiden und HOSiO3-Tetraeder nehmen in zufälliger Verteilung die kleineren Kanäle mit dreieckigem Querschnitt ein, wobei entweder die freien Elektronenpaare oder die (OH)-Gruppen in Richtung c-Achse [001] orientiert sind.
Ekatit vertritt einen neuen Strukturtyp, weist aber strukturelle Verwandtschaft mit Phosphoellenbergerit, Ellenbergerit und Holtedahlit, verschiedenen Telluriten, Seleniten und Phosphiten der Übergangsmetalle sowie der synthetischen Verbindung Zn7(OH)3(SO4)(VO4)3 auf. Typisch für alle mit Ekatit verwandten Strukturen sind dicht gepackte Zickzack-Doppelketten aus M(1)O4(OH)2-Oktaeder-Dimeren.

## Eigenschaften

### Morphologie
Ekatit bildet büschel- und garbenförmige, z. T. sogar radialstrahlige Aggregate aus zarten, nadeligen, typischerweise gestreiften Kristallen. Diese sind nach der c-Achse [001] gestreckt und zeigen undeutliche (hk0)-Formen, aber keine Endflächen. Die Kristalle erreichen Längen bis zu 2 mm, besitzen allerdings nur Durchmesser von weniger als 0,2 mm. Später sind garbenförmige Ekatit-Aggregate mit nadeligen Kristallen bis zu 1,5 cm Länge bekannt geworden.

### Physikalische und chemische Eigenschaften
Ekatit-Kristalle sind bräunlichschwarz gefärbt, ihre Strichfarbe ist dagegen immer braun. Die Oberflächen der durchscheinenden Kristalle zeigen einen starken glasartigen Glanz, wobei die hohen Werte für die Lichtbrechung eher auf einen Diamantglanz deuten. Ekatit besitzt eine hohe Licht- und eine sehr hohe Doppelbrechung (δ = 0,09). Sehr charakteristisch ist ferner sein starker Pleochroismus von ω = dunkel bräunlichschwarz nach ε = mittelbraun, beide mit grünlichem Stich. Obwohl die Farben nicht typisch dafür sind, wird für den Pleochroismus ein Fe3+-Fe2+-Ladungstransfer zwischen den Oktaedern mit gemeinsamen Flächen verantwortlich gemacht.

## Bildung und Fundorte
Ekatit entsteht als typische Sekundärbildung in korrodierten Erzen in der Oxidationszone einer in Carbonatgesteinen sitzenden komplexen Cu-Pb-Zn-Lagerstätte. Eisen, Zink und Arsen stammen dabei aus der Zersetzung primärer sulfidischer Erzminerale wie Sphalerit und Tennantit. Die Ekatit-Kristalle sind auf bzw. in einer Matrix aus angeätztem Quarz und Chalkosin auf- bzw. eingewachsen. Weitere Begleitminerale wurden nicht identifiziert.
Als sehr seltene Mineralbildung konnte Ekatit bisher (Stand 2016) nur von einem Fundpunkt beschrieben werden. Seine Typlokalität ist die weltberühmte Cu-Pb-Zn-Ag-Ge-Cd-Lagerstätte der „Tsumeb Mine“ (Tsumcorp Mine) in Tsumeb, Region Oshikoto, Namibia. Der genaue Fundpunkt innerhalb der „Tsumeb Mine“ ist zwar nicht bekannt. Die in der Typpublikation beschriebenen Stufen stammen aber beide von demselben Händler, nach dessen Angaben sie auf den tiefen Sohlen der Lagerstätte gefunden sein sollen. Das stimmt mit dem Vorkommen weiterer As3+-haltiger Minerale aus der „Zweiten Oxidationszone“ der „Tsumeb Mine“ wie Leiteit, Schneiderhöhnit, Ludlockit, Claudetit und Arsenolith überein.

## Verwendung
Ekatit ist aufgrund seiner Seltenheit lediglich für Mineralsammler interessant.